# Ruelle Sainte-Marguerite (Strasbourg)
Pour les articles homonymes, voir Ruelle Sainte-Marguerite.
La ruelle Sainte-Marguerite (en alsacien : Sankt-Margrete-Gässel) est une petite voie de Strasbourg rattachée administrativement au quartier Strasbourg - Centre. Elle va du no 57 de la rue des Grandes-Arcades à la place du Marché-Neuf.

## Toponymie

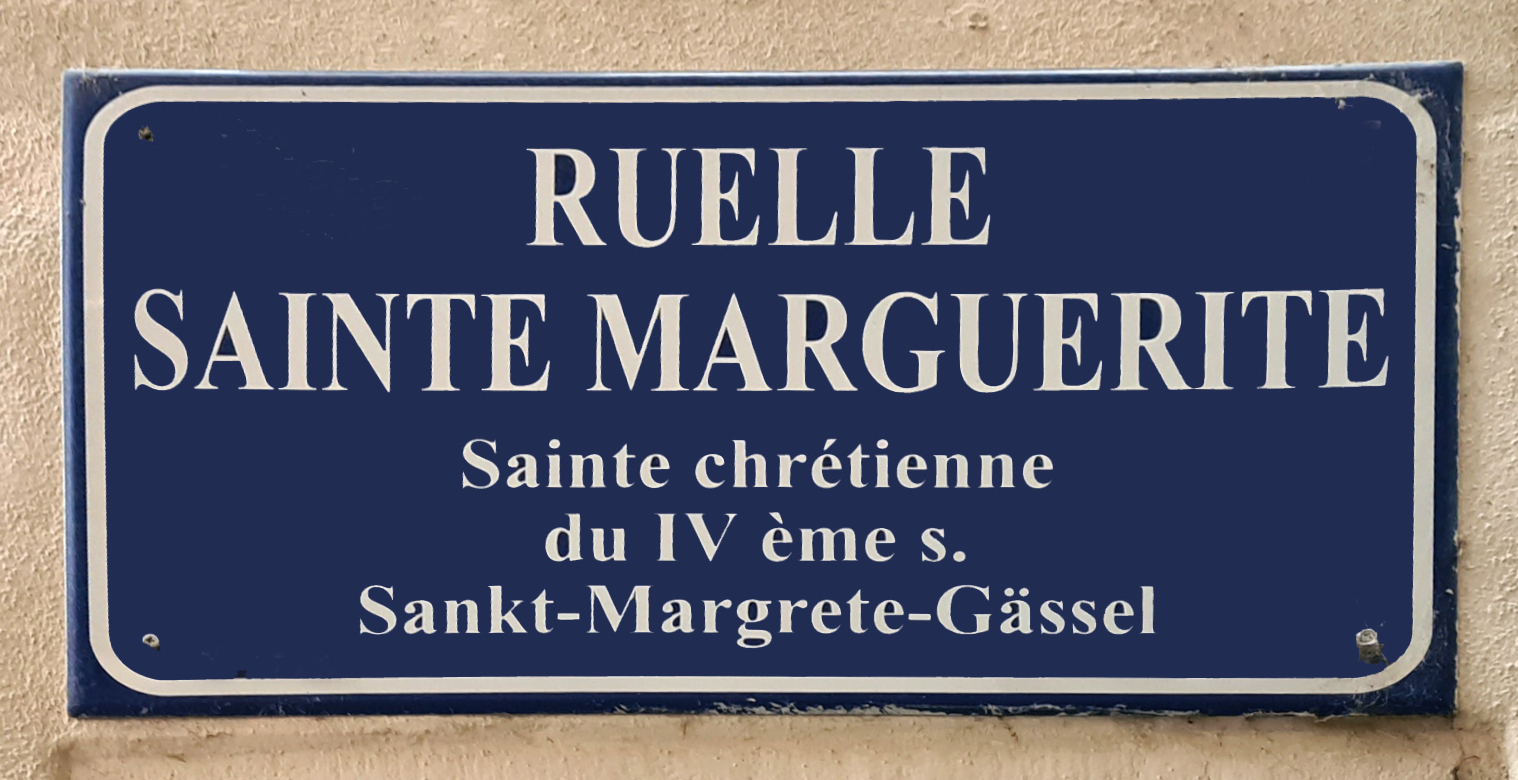
Plaque bilingue, en français et en alsacien.

La voie a successivement porté les dénominations suivantes, en allemand ou en français :  St. Margredengesselin (1359), Vicus S. Margarethae (1364), S. Margredengasse, gegen dem Holwige (1371), Sankt-Margareten-Gässchen (1872, 1940), ruelle Sainte-Marguerite (1918), Erbslaubengässchen (1942) et, à nouveau, ruelle Sainte-Marguerite après 1945.
À partir de 1995, des plaques de rues bilingues, à la fois en français et en alsacien, sont mises en place par la municipalité lorsque les noms de rue traditionnels étaient encore en usage dans le parler strasbourgeois. La ruelle Sainte-Marguerite est ainsi sous-titrée Sankt-Margrete-Gässel.

## Bâtiments remarquables

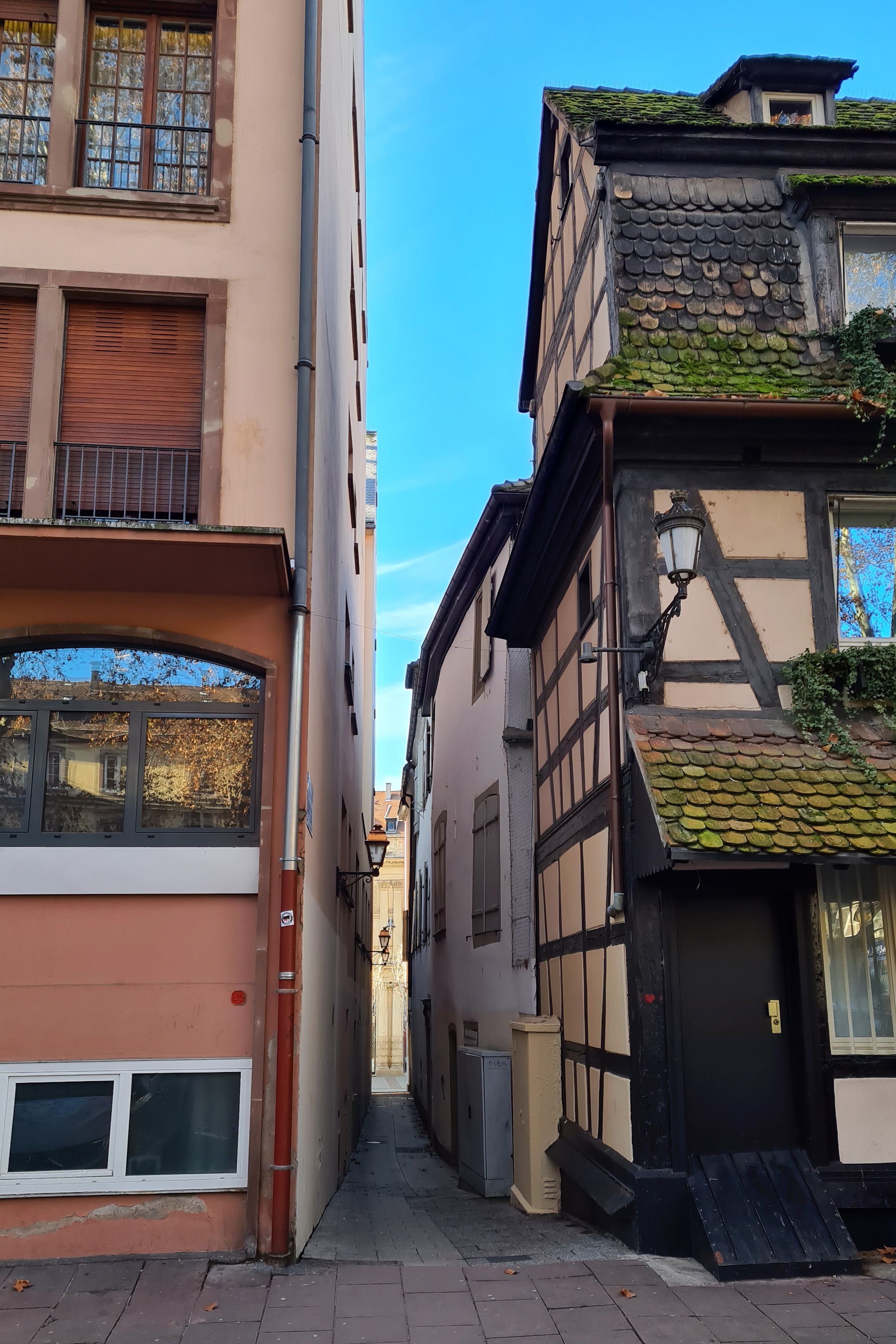
Accès à la ruelle depuis la place du Marché-Neuf.

De nombreux signes lapidaires permettent de dater de la fin du XVIe siècle une maison dotée d'un escalier en colimaçon se terminant avec une tête de moine. C'était autrefois la demeure de la famille patricienne des Broger. Au XVIIIe siècle la maison portait l'enseigne Au Grand Café Royal.